# Guillaume de Sainte-Maure (chancelier)
Pour les articles homonymes, voir Guillaume de Sainte-Maure (homonymie).
Guillaume de Sainte-Maure, né à une date inconnue et mort le 24 janvier 1335, est un légiste français du XIVe siècle, chancelier de France sous Philippe VI de Valois.

## Biographie

### Début de carrière
Issu d'une grande famille de Touraine, Sainte-Maure est un clerc qui devient docteur ès-loi. 
Doyen du chapitre de Tours, il est dans les années 1320 au service du comte Philippe de Valois. En 1327 il est ainsi chargé par son maître d'enquêter sur les finances du Valois.

### Maître des requêtes
En 1328, le comte de Valois devient le roi Philippe VI et Sainte-Maure profite de son ascension en devenant Maître des requêtes. Il est à ce titre l'un des plus proches collaborateurs du chancelier Macé Ferrand. Il commande plusieurs chartes et s'affirme comme le principal maître des requêtes de la cour. Il se rend en pèlerinage à Saint-Jacques-de-Compostelle pour le compte du roi, puis dirige une mission diplomatique envoyée auprès du roi d'Aragon Alphonse IV.

### Chancelier et principal ministre
En 1329, Sainte-Maure est nommé chancelier de France à la suite de la mort de Macé Ferrand. Lors des dix-huit premiers mois de son cancellariat, il n'exerce pas un rôle important au sein du gouvernement royal. 
Après la chute de Robert d'Artois en 1331, pour laquelle il a semble-t-il eu sa part de responsabilité, cet homme d'autorité jouit d'après l'historien Raymond Cazelles d'une grande influence sur le Conseil royal et, assisté de Pierre Forget et de Martin des Essars, fait office de principal ministre.
Personnage peu scrupuleux et avide, il cumule les prébendes, obtenant ainsi en parallèle la trésorerie de Laon et le doyenné de Saint-Martin de Tours. Pour entretenir sa clientèle, il n'hésite pas à recourir aux pourboires. La fortune qu'il laisse à son décès apparaît très importante et les soupçons de prévarication qui pèse sur sa personne sont nombreux. Le chancelier refuse toutefois en 1331 l'évêché de Noyon, après n'avoir pu obtenir de Jean XXII le siège archiépiscopal de Rouen.
Quant à sa gestion de la chancellerie, elle apparaît très critiquable d'après les travaux de R-H Bautier, qui note une dégradation de la régularité des enregistrements, qui était très scrupuleuse sous Macé Ferrand. 
Le chancelier Sainte-Maure joue aussi un grand rôle diplomatique et conclut ainsi en 1331 des accords de paix avec l'Angleterre. Il négocie également une alliance avec le duché de Brabant, accord qui manque de mener à une guerre avec le comté de Flandre en août 1334. 
Alors que sa situation politique commence à se fragiliser, il meurt opportunément en janvier 1335. Miles de Noyers lui succède comme conseiller principal.

## Sources
- Georges Tessier, « Les Chanceliers de Philippe VI », Comptes-rendus des séances de l'Académie des inscriptions et belles-lettres (volume 101, no 4), p. 356-373, 1957 [lire en ligne]

- Raymond Cazelles, La Société politique et la crise de la royauté sous Philippe de Valois, Paris, D'Argences, coll. « Bibliothèque elzévirienne. Nouvelle série. Études et documents », 1958, 495 p.

- Robert-Henri Bautier, « Recherches sur la chancellerie royale au temps de Philippe VI », Bibliothèque de l'école des chartes, 964, n° 1, pp. 89-176 [lire en ligne] et 1965, n° 2, pp. 313-459. [lire en ligne]